# مارك كينغ
مارك كينغ (بالإنجليزية: Mark King)‏ (6 يونيو 1988 بإنجلترا في المملكة المتحدة - ) هو لاعب كرة قدم بريطاني في مركز الوسط. لعب مع بلاكبيرن روفرز ونادي أكرينغتون ستانلي.

## وصلات خارجية
- مارك كينغ على موقع قاعدة بيانات كرة القدم.إي يو (الإنجليزية)
- مارك كينغ على موقع Soccerbase.com (لاعب) (الإنجليزية)